# Episodi di Profiling (quarta stagione)
La quarta stagione della serie televisiva Profiling, composta da 12 episodi, ha debuttato in prima visione mondiale in Italia sul canale satellitare Fox Crime il 15 febbraio 2013.
In Francia, paese d'origine della serie, la stagione è andata in onda su TF1 dal 5 settembre al 10 ottobre 2013; dal decimo episodio, l'emittente francese ha trasmesso la stagione in prima visione assoluta.
| nº | Titolo originale    | Titolo italiano    | Prima TV Francia  | Prima TV Italia   |
| -- | ------------------- | ------------------ | ----------------- | ----------------- |
| 1  | L'Etoile filante    | La stella cadente  | 5 settembre 2013  | 15 febbraio 2013  |
| 2  | Panique             | Panico             | 5 settembre 2013  | 22 febbraio 2013  |
| 3  | Destins croisés     | Destini incrociati | 12 settembre 2013 | 1º marzo 2013     |
| 4  | Silence radio       | Silenzio radio     | 12 settembre 2013 | 8 marzo 2013      |
| 5  | Disparus            | Scomparsi          | 19 settembre 2013 | 15 marzo 2013     |
| 6  | Juste avant l'oubli | Prima dell'oblio   | 19 settembre 2013 | 22 marzo 2013     |
| 7  | Réminiscences       | Una vita fa        | 26 settembre 2013 | 13 settembre 2013 |
| 8  | De père en fils     | Di padre in figlio | 26 settembre 2013 | 20 settembre 2013 |
| 9  | Possession          | Possessione        | 3 ottobre 2013    | 27 settembre 2013 |
| 10 | La poudre aux yeux  | Fumo negli occhi   | 3 ottobre 2013    | 4 ottobre 2013    |
| 11 | Dans la lumière     | Nella luce         | 10 ottobre 2013   | 11 ottobre 2013   |
| 12 | Sortir de l'ombre   | Uscire dall'ombra  | 10 ottobre 2013   | 18 ottobre 2013   |